# Somatització
La somatització és la tendència a sentir i a manifestar algun trastorn psicològic en forma de símptomes somàtics i a cercar-ne l'atenció mèdica. Expressat d'una manera més habitual, es tracta de la generació de símptomes físics a partir d'una condició psiquiàtrica com ara l'ansietat. El terme va ser creat per Wilhelm Stekel l'any 1924.
 La somatització és un fenomen amplament distribuït arreu. Hom pot identificar un espectre en la intensitat de la somatització, que té en l'extrem l'anomenada malaltia somàtica.